# 霍勇 (1968年)
霍勇（1968年—），中国大陸男中音歌唱家，解放军海军政治部文工团一级演员，中国音乐家协会理事，毕业于四川音乐学院，中国共产党党员（1998年入党）。